# HP 제품 목록
다음은 HP(휴렛 팩커드社)가 생산했거나 생산 중인 하드웨어및 소프트웨어 제품중 그 일부에 대한 목록이다.

## 프린터
2016년 이후 HP의 프린터들은 대한민국에서는 삼성전자 브랜드로 판매 중이다.

### 오프스젯 제품군(HP Office inkjet all-in-one printers)
- HP Officejet Pro 8600[2][3][4]

## 컴퓨터
- HP 파빌리온 시리즈
  - HP 파빌리온 x360 - 보급형 스위블 컨버터블 PC 라인업이다.
- HP Spectre 시리즈 - 플래그십 라인업이다.
- HP EliteDesk 800 G4 타워 1080
- HP ProDesk 600 G5 마이크로타워 PC

## 노트북

### 개인용
- Essential 개인용
- Pavilion
- ENVY
- Spectre

### 게이밍 노트북
- OMEN
- Pavilion Gaming
- VICTUS

### 비즈니스 노트북
- ZBook
- EliteBook
- ProBook
- Essential 비즈니스용

## HP 커버리지 클라우드(Converged Cloud products)
- HP Public Cloud
- HP CloudSystem

## 같이 보기
- HPLIP
- 컴팩